# NGC 334
NGC 334 es una galaxia espiral barrada de la constelación de Sculptor.
Fue descubierta el 25 de septiembre de 1834 por el astrónomo John Herschel.